# Palazzo Celani
Palazzo Celani é um palácio localizado na Piazza Scanderbeg, bem no cruzamento do Vicolo dei Modelli com o Vicolo Scanderbeg, no rione Trevi de Roma. Foi construído incorporando uma parte do antigo Convento dei Santi Vincenzo ed Anastasio, ao qual está ainda geminado.